# 1816年美国总统选举康涅狄格州选情
1816年美国总统选举于1816年11月1日至12月4日期间举行，在此次选举中康涅狄格州的9位选举人由州议会指派，再由他们投出总统及副总统组合。在这次选举中，康涅狄格州将九张选举人票投给了纽约州联邦党候选人鲁弗斯·金，但最终时任国务卿的民主党共和党候选人詹姆斯·门罗赢得了全国大选。